# Черна патица
Черна патица (Anas rubripes) е вид птица от семейство Патицови (Anatidae).

## Разпространение и местообитание
Разпространен е в Бермудските острови, Канада, Мартиника, Мексико, Пуерто Рико, САЩ и Сен Пиер и Микелон.